# Divisional Intermedia de Fútbol
 (janvier 2024).
Si vous disposez d'ouvrages ou d'articles de référence ou si vous connaissez des sites web de qualité traitant du thème abordé ici, merci de compléter l'article en donnant les références utiles à sa vérifiabilité et en les liant à la section « Notes et références ».
La Divisional Intermedia de Fútbol (Division intermédiaire de football) est un championnat de football en Uruguay organisé par la Fédération d'Uruguay de football (AUF). Ce championnat a été la deuxième division uruguayenne entre 1915, date de sa création et 1942 date de la création de la Primera-B. La division intermédiaire a ensuite été remplacée par la Segunda División Amateur, la troisième division nationale.
De 1915 à 1931, la compétition a bénéficié d’échanges réguliers avec la première division avec la mise en place d’un système relégation et de promotion plus ou moins régulier : la plupart du temps ce sont les premiers de D2 et les derniers de D1 qui échangent leur place, mais on a aussi des saisons où plusieurs équipes sont promues ou reléguées quand le championnat d’Uruguay décide de changer de formule.
À partir de 1932, le championnat d’Uruguay de première division devient professionnel, mais pas la division intermédiaire. Le système de promotion/relégation est abandonné. Il faut attendre 1937 et l’introduction progressive du professionnalisme en division intermédiaire pour que de nouveau des échanges entre les deux divisions soient organisés. On organise tout d’abord des matchs de barrage entre le dernier de D1 et de premier de D2. Puis à partir de 1942, la fédération met en place une deuxième division professionnelle. Comme la division intermédiaire souhaite conserver son statut amateur, elle devient la troisième division nationale. Le système de promotion/relégation est transféré entre D2 et D3.